# John St. John

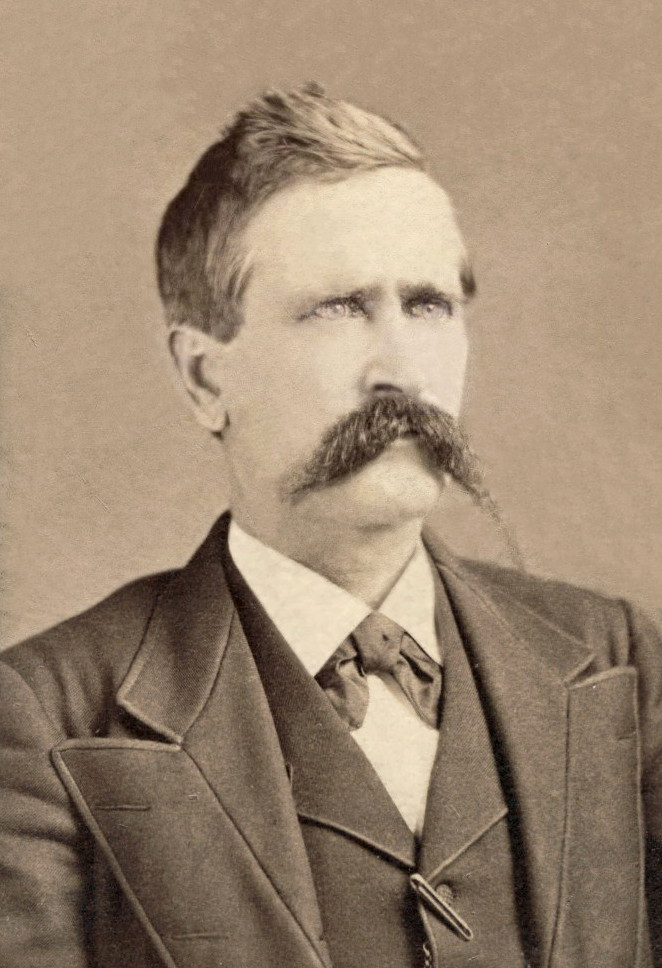
John St. John

John Pierce St. John (* 25. Februar 1833 in Brookville, Franklin County, Indiana; † 31. August 1916 in Olathe, Kansas) war ein US-amerikanischer Politiker und von 1879 bis 1883 der achte Gouverneur des Bundesstaates Kansas.

## Frühe Jahre und politischer Aufstieg
John St. John wuchs auf der Farm seines Vaters in Indiana auf, wo er nur eine bescheidene Schulausbildung erhielt. Im Jahr 1852 verließ er Indiana und ging nach Kalifornien. Dort arbeitete er in verschiedenen Berufen. In den Jahren 1853 bis 1854 nahm er an Indianerkämpfen im Norden Kaliforniens und im südlichen Oregon teil. Dabei wurde er zweimal verwundet. Anschließend bereiste er Süd- und Mittelamerika. Im Jahr 1859 ließ er sich in Illinois nieder, wo er Jura studierte und 1860 als Anwalt zugelassen wurde. Während des Bürgerkrieges kämpfte er in der Armee der Union und stieg bis zum Kriegsende bis zum Oberstleutnant auf. Nach dem Krieg war St. John als Anwalt tätig. Er zog von Illinois nach Independence in Missouri. Von dort zog er 1869 nach Olathe in Kansas. Dort betrieb er zusammen mit einem Partner eine Gemeinschaftskanzlei. Diese Praxis bestand bis 1875. In Kansas begann auch sein politischer Aufstieg. Im Jahr 1873 wurde er in den Staatssenat gewählt. Im Jahr 1878 wurde er von der Republikanischen Partei als Kandidat für die Gouverneurswahlen nominiert.

## Gouverneur von Kansas
Nach der gewonnenen Wahl trat St. John sein neues Amt am 13. Januar 1879 an. Nach einer erfolgreichen Wiederwahl im Jahr 1880 konnte er insgesamt vier Jahre lang als Gouverneur amtieren. In seiner Amtszeit wurde 1881 ein Prohibitionsgesetz erlassen, das den Verkauf und die Herstellung von alkoholischen Getränken in Kansas untersagte. Damals strömten viele ehemalige schwarze Sklaven aus den Südstaaten nach Kansas. Dabei handelte es sich meistens um arme, heimatlose Menschen, die auf der Suche nach einer neuen Existenz waren. Um ihnen die Eingliederung in Kansas zu erleichtern, wurde eine eigene Institution (Freedman’s State Central Association) gegründet. Der Gouverneur stand dieser Einrichtung vor. Das erforderte auch einen finanziellen Aufwand, der sich aber letztendlich auszahlte. Viele dieser Einwanderer gründeten die Stadt Nicodemus im Graham County, andere verteilten sich über das ganze Staatsgebiet. In den vier Jahren seiner Regierung schaffte es der Gouverneur, Kansas zu einem fortschrittlichen Staat zu machen. Die Präsidenten Grant und Hayes lobten das Schulsystem und die politischen Einrichtungen in Kansas. Trotzdem schaffte es St. John nicht, 1882 in eine dritte Amtszeit gewählt zu werden. Er unterlag dem Demokraten George Washington Glick.

## Weiteres Leben
Nach dem Ende seiner Amtszeit wechselte St. John von den Republikanern zur Prohibition Party. Der Grund war die Weigerung der Republikaner auf dem Bundesparteitag, sich für die Prohibition auf Bundesebene einzusetzen. Seine neue Partei nominierte ihn 1884 für die Präsidentschaftswahlen. Dort hatte er aber keine Chance gegen die Kandidaten der Republikaner und Demokraten. Bei dieser Wahl wurde dann der Demokrat Grover Cleveland zum neuen Präsidenten gewählt. Im Jahr 1896 überwarf er sich auch mit der Prohibition Party und trat der politisch ebenfalls bedeutungslosen People’s Party bei. John St. John verstarb im Sommer 1916. Er war mit Susan J. Parker verheiratet, mit der er drei Kinder hatte.